# Арутюнов, Аким Арменакович
Аки́м Алекса́ндрович (Кимик Арменакович) Арутю́нов — российский писатель, публицист, пишущий о Ленине и российских революционерах. Известен как фальсификатор — прежде всего так называемого «рассказа Фофановой».

## Биография
Более 30 лет занимается исследованием личностной и политической биографии В. И. Ленина и историей созданной им партии большевиков. Написал об этом 7 книг и более 100 статей и очерков.
По состоянию на 2003 год состоял председателем политического совета Консервативной партии России.
Кавалер ордена Святого Императора Николая II второй степени, полученного от Лиги возрождения российской монархии.
По собственным словам Арутюнова он подвергся многочисленным нападениям и оскорблениям.

## Творчество
Пишет скандальные статьи и книги в жанре исторического ревизионизма. В своих работах Аким Арутюнов рассматривает жизнь и деятельность Ленина, а также и других революционеров с точки зрения правых антикоммунистов. Поддерживает идею о финансировании большевиков немецким кайзером и считает «документы Сиссона» подлинными. Рассматривает и описывает личную, а также сексуальную жизнь революционеров.

## Критика
Профессиональные историки не считают Арутюнова своим коллегой и не ссылаются на его произведения. В научном мире он больше известен как фальсификатор — прежде всего так называемого «рассказа Фофановой». Российский историк Г. Л. Соболев считает, что «рассказ Фофановой» это выдумка Арутюнова. К. и. н., старший научный сотрудник Института славяноведения РАН С. З. Случ указал на некритическое восприятие Арутюновым фальшивых документов и невежественный анализ как их самих, так и их происхождения. Д-р юрид. наук Аркадий Ваксберг указывает, что в своих работах А. А. Арутюнов показывает евреями тех, кто ими не является: «перечисляя „большевистских злодеев“ еврейского происхождения, относит к ним Ивана Теодоровича, Владимира Адоратского, Михаила Владимирского, Николая Крестинского, Дмитрия Мануильского, Михаила Ольминского, Георгия Ломова. Ни один из них не имеет к еврейству ни малейшего отношения… Важна не достоверность фактов — важна тенденция: любым путём „подтвердить“ вину евреев, и только их, в преступлениях большевизма». Е. Плимак отмечал, что Арутюнов побил все рекорды в отношении невероятных домыслов насчёт Ленина. Историк Ю. И. Семёнов характеризует Арутюнова как «бесспорно человека с нарушенной психикой». Историк М. Г. Штейн отмечает, что путь исследования А. А. Арутюнова нельзя назвать научным, отмечает случаи плагиата, вольного обращения с фактами. Штейн замечает, что за тридцатилетний период «исследований» Арутюновым биографии Ленина, Арутюнов не регистрировался в качестве исследователя ни в РГИА, ни в РГА ВМФ, ни в ЦГИА СПб, где хранятся многие документы о родственниках Ленина.
Также Арутюнов резко критикуется со стороны защитников Ленина.

## Книги
- Досье Ленина без ретуши. Вече, 1999 г. ISBN 5-7838-0530-0
- Ленин. Личностная и политическая биография. Документы, факты, свидетельства. В 2 томах. Вече, 2003 г. ISBN 5-94538-367-8, ISBN 5-94538-368-6
- Убийцы Саввы Морозова. Посев, 2005 г. ISBN 5-85824-144-1